# Seznam nizozemskih admiralov
Seznam nizozemskih admiralov.

## A
- Cort Adeler
- Philipp van Almonde

## B
- Adriaen Banckert
- Joost Banckert
- Rob Bauer (*1962)
- Jan van Brakel

## C
- Gerard Callenburgh
- Theodorus Frederik van Capellen
- Cornelius Cruys

## D
- Karel Doorman

## E
- Cornelis Evertsen, starejši
- Cornelis Evertsen, mlajši
- Cornelis Evertsen, najmlajši

## G
- Johan van Galen
- Login Geiden
- Hendrik Gravé

## H
- Steven van der Hagen
- Piet Pieterszoon Hein
- Conrad Emil Lambert Helfrich
- Jacob van Heemskerk
- Philip de Montmorency, grof Hoorna
- Abraham van der Hulst

## I
- Pieter Ita

## J
- Willem Janszoon
- Cornelis Jol

## K
- Jan Hendrik van Kinsbergen
- Egbert Bartholomeusz Kortenaer

## L
- Moy Lambert

## M
- Cornelis Matelief de Jonge

## R
- Laurens Reael
- Michiel de Ruyter
- Jan van Ryen

## S
- Samuel Story
- Joachim Swartenhondt

## T
- Cornelis Tromp
- Maarten Tromp

## V
- Carel Hendrik Ver Huell
- Tjerk Hiddes de Vries

## W
- Johannes van Walbeeck
- Jacob van Wassenaer Obdam
- Sebald de Weert
- Jacob Willekens
- Jan Willem de Winter
- Witte Corneliszoon de With

## Z
- Willem van der Zaan
- Johan Zoutman